# Manten (bier)

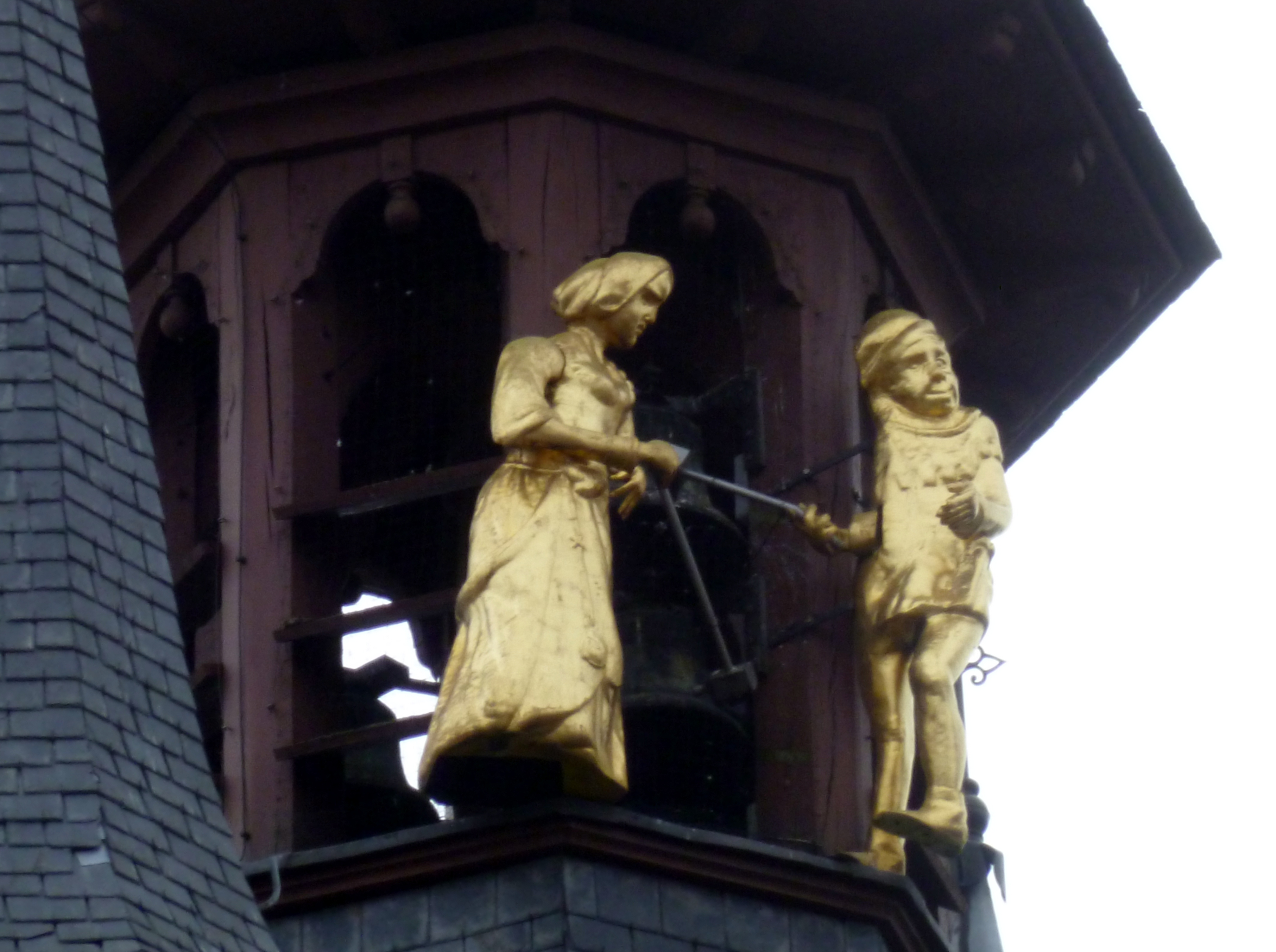
Kalle en Manten

Manten was een Belgisch bier van hoge gisting.
Het bier werd van 2007 tot 2015 gebrouwen in Brouwerij Gulden Spoor te Gullegem.
Het is een roodbruin bier met een alcoholpercentage van 6%. Dit bier is samen met het andere bier van de brouwerij, Kalle, genoemd naar de klokkenluiders of uurslagers op het Belfort van Kortrijk.